# Wanderer on the Edge of Time
Wanderer on the Edge of Time è il nono album in studio del gruppo musicale Mekong Delta, pubblicato il 2010. 

## Tracce
1. Intro - Concert Guitar – 4:58
2. Ouverture – 5:06
3. "A Certain Fool" (Le Fou) // Movement 1 – 5:16
4. Interlude 1 - Group – 3:07
5. "The 5th Element" (Le Bateleur) // Movement 2 – 5:27
6. Interlude 2 - Group – 5:04
7. "The Apocalypt - World in Shards" (La Maison Dieu) // Movement 3 – 3:52
8. Interlude 3 - Concert Guitar – 7:02
9. "King with Broken Crown" (Le Diable) // Movement 4 – 5:08
10. Intermezzo (Instrumental) // Movement 5 – 4:16
11. Interlude 4 - Group – 3:13
12. "Affection" (L'Amoureux) // Movement 6 – 1:21
13. Interlude 5 - Group – 4:18
14. "Mistaken Truth" (Le Hérétique) // Movement 7 – 0:51
15. Finale – 3:59

## Formazione
- Martin LeMar - voce
- Erik "Adam H" Grösch - chitarra
- Benedikt Zimniak - chitarra
- Ralph Hubert - basso, chitarra
- Uli Kusch - batteria, percussioni